# Dimechaux
Dimechaux és un municipi francès, situat a la regió dels Alts de França, al departament del Nord. L'any 2006 tenia 325 habitants. Antigament formà part del comtat d'Hainaut. Es troba a 100 km de Lilla, Brussel·les (Bèlgica) o Reims (Marne), a 45 km de Valenciennes, Mons (B) o Charleroi (B), a 16 km de Maubeuge, Fourmies i a 8 km d'Avesnes-sur-Helpe. Està envoltat pel municipi de Dimont.

## Demografia
| 1962                                       | 1968 | 1975 | 1982 | 1990 | 1999 | 2006 |
| ------------------------------------------ | ---- | ---- | ---- | ---- | ---- | ---- |
| 140                                        | 167  | 197  | 267  | 280  | 270  | 325  |
| Des de 1962: població sense dobles comptes |      |      |      |      |      |      |

## Administració
| Període   | Identitat           | Partit |
| --------- | ------------------- | ------ |
| 2001-2008 | Daniel Duvette      |        |
| 2008-     | Jean-Claude Horlait |        |

## Galeria d'imatges

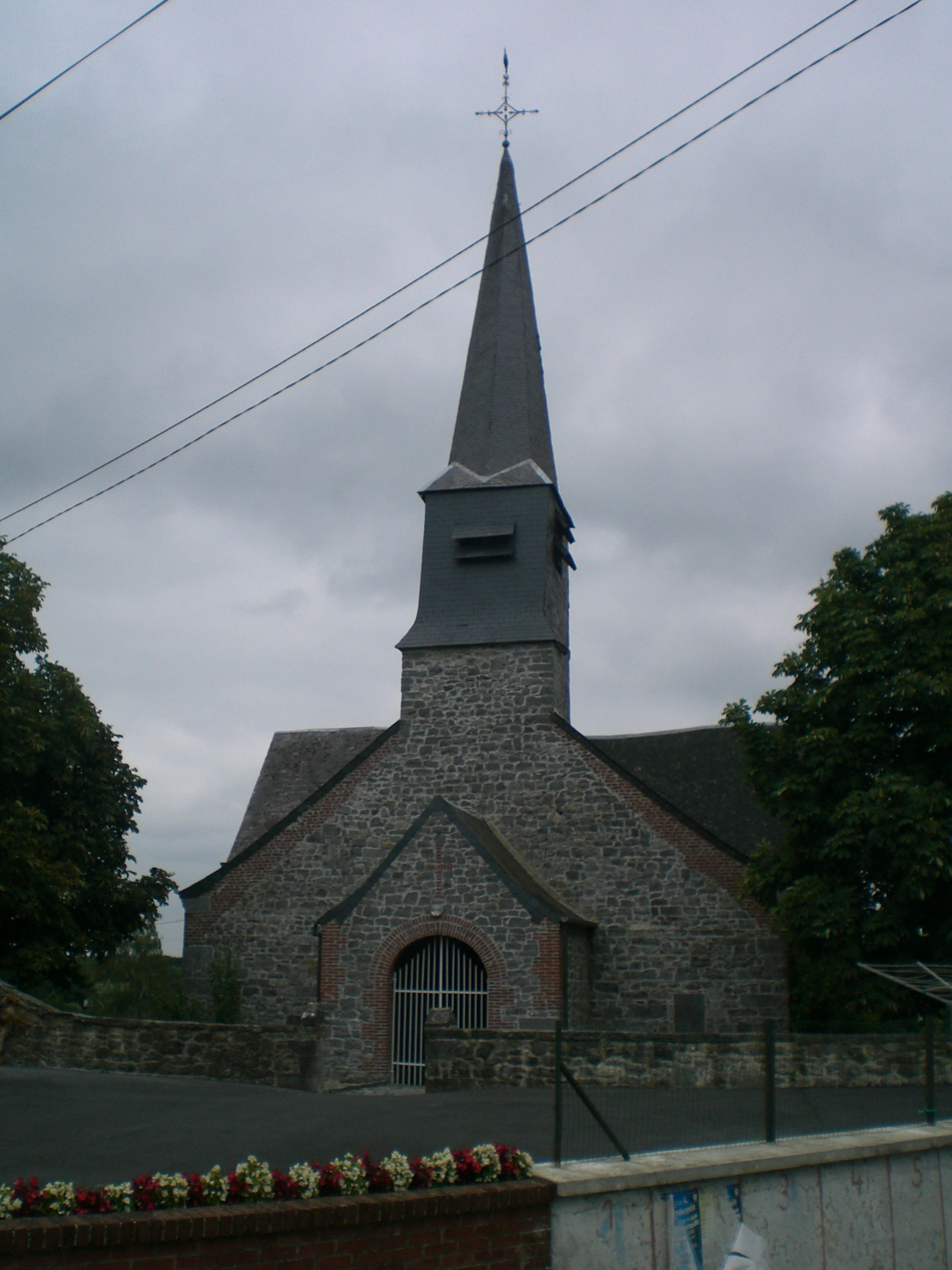
Església
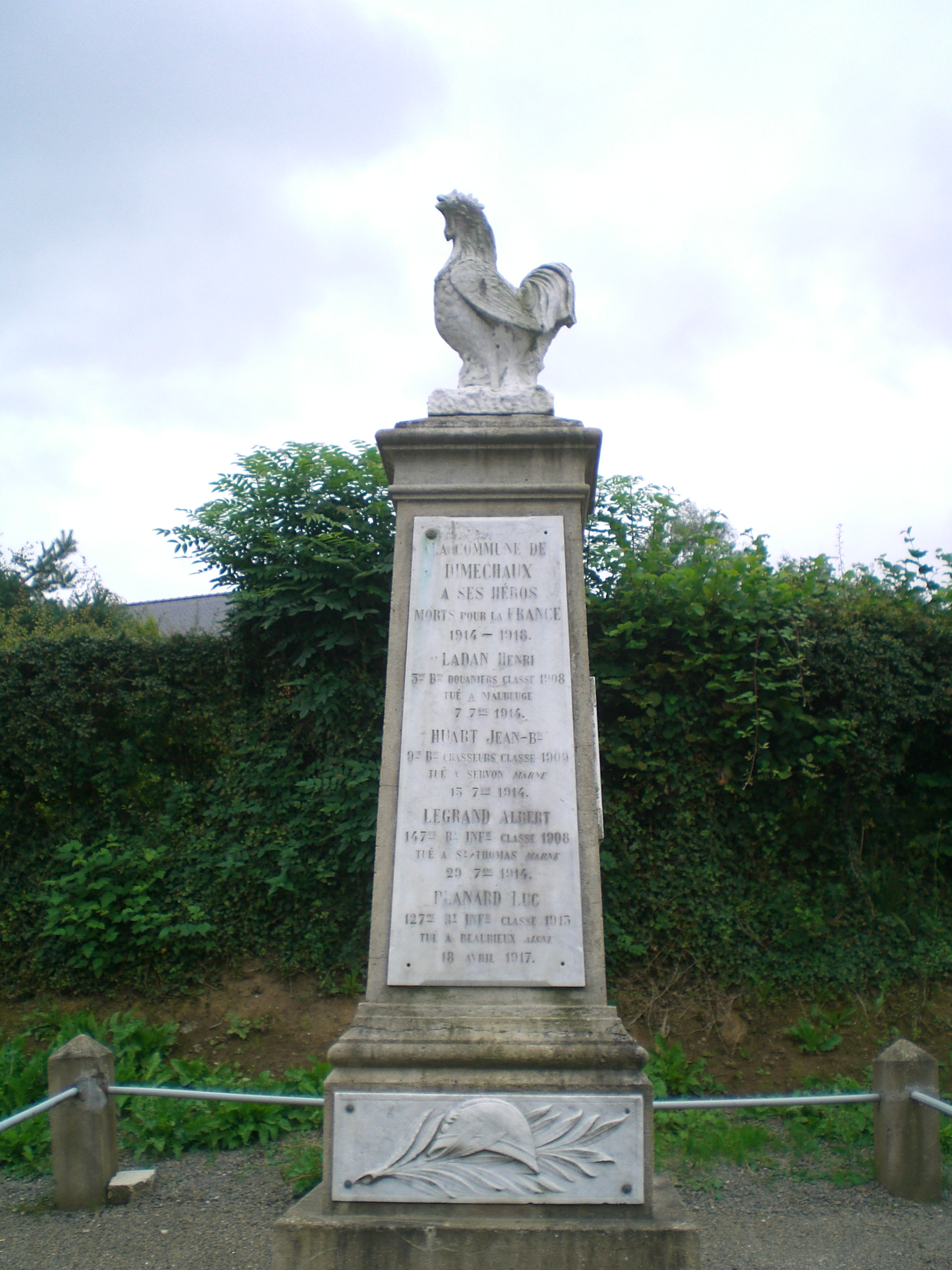
Monument als morts
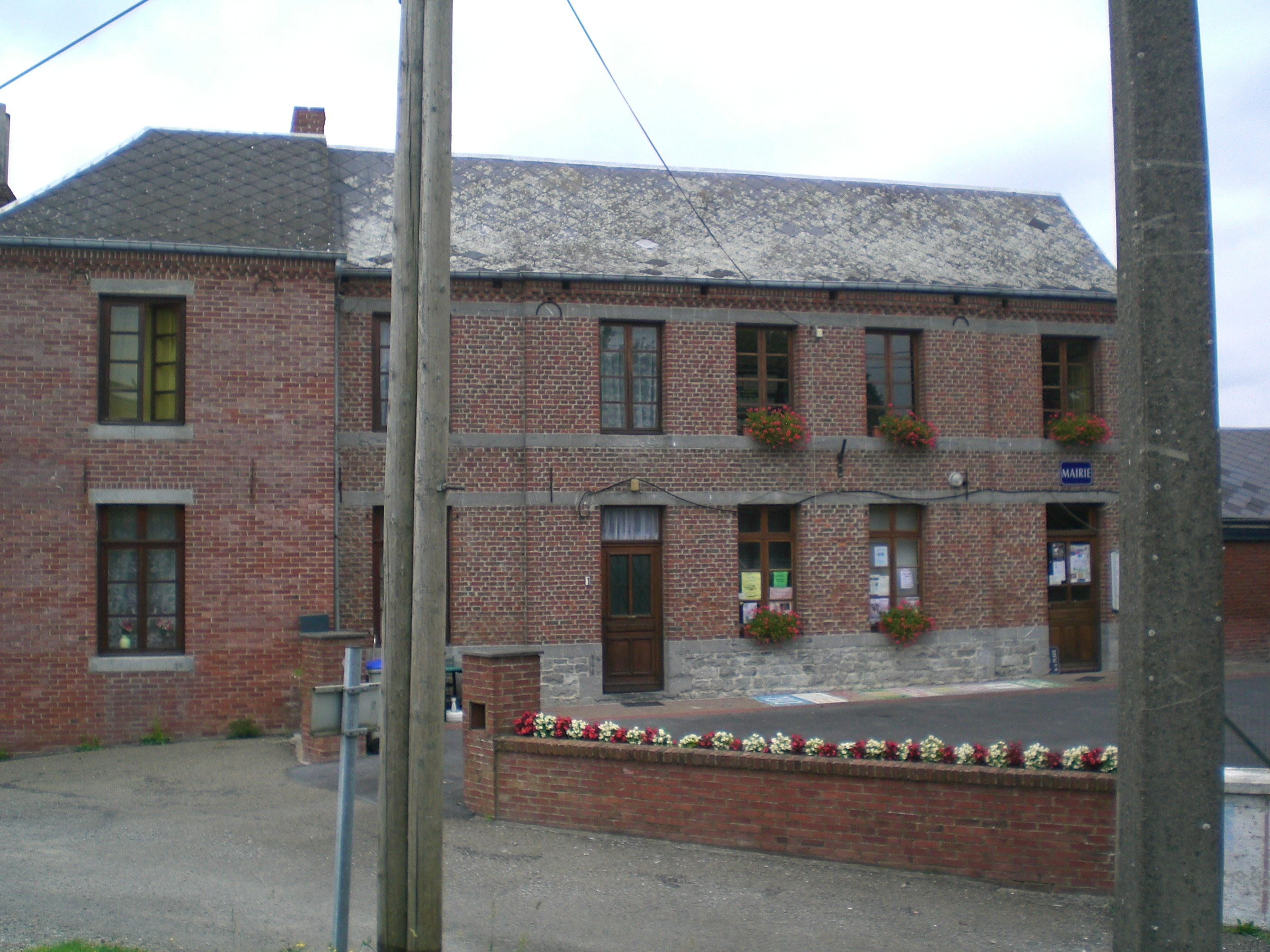
Alcaldia